# Фръцилия (1927 – 1928)
Вижте пояснителната страница за други значения на Фръцилия.
Алманахул Аромънеск „Фръцилия“ (на румънски: Almanahul Aromânesc „Frățil'ia“, в превод Арумънски алманах „Братство“) е годишно арумънско списание, издавано в Букурещ в 1927 и 1928 година от едноименния студентски културен кръг „Фръцилия“ с почетен председател Георге Мурну.
Броят за 1927 година е отпечатан в печатница „Ромъния Ноуа“ и има 138 страници плюс 12 страници реклама. Броят за 1928 година е от 178 страници, под редакцията на редакционна колегия в състав К. Брънзей (председател на културния кръг), Ал. Й. Лазар (председател), Йон Гошин, Константин Кириаческу, Таке Зарма, Ст. Мамали, Н. Здрула, Й. Тудор и е отпечатан в печатница „Ришар Сержие“.
Броевете включват текстове на румънски език за румънската национална политика на Балканите, както и исторически студии върху арумъните. Има и значителна литературна част, в която има поезия и проза на румънски и арумънски език от Нуши Тулиу, Марку Беза, Зику Арая, Николае К. Вело, Георге Мурну, Георге Чяра, Йон Гошин, Кушан Арая, Перикле Папахаджи. Илюстрирациите са на Кимон Логи и включват и серия от снимки на авторите и членовете на културния кръг „Фръцилия“.